# Palatul Culturii din Bistrița
Palatul Culturii din Bistrița, cu numele complet Centrul Municipal pentru Cultură George Coșbuc, fost „Casa asociației meseriașilor din Bistrița” sau „Casa Reuniunii Meseriașilor din Bistrița” (în germană Bistritzer Gewerbeverein), numit până în 1952 Căminul Cultural “George Coșbuc”, mai apoi Casa Raională de Cultură “George Coșbuc”, se află în Parcul Municipiului Bistrița. 

## Istoric
Clădirea construită în 1896 este situată pe str. Albert Berger la nr. 10, figurează pe Lista Monumentelor Istorice din anul 2004, cu Cod LMI: BN-II-m-A-01449, și face parte din ansamblul protejat al orașului. Date exacte de la începutul construirii acestei instituții culturale nu pot fi precizate concret, deoarece documente care ar proba acest lucru sunt greu de găsit.

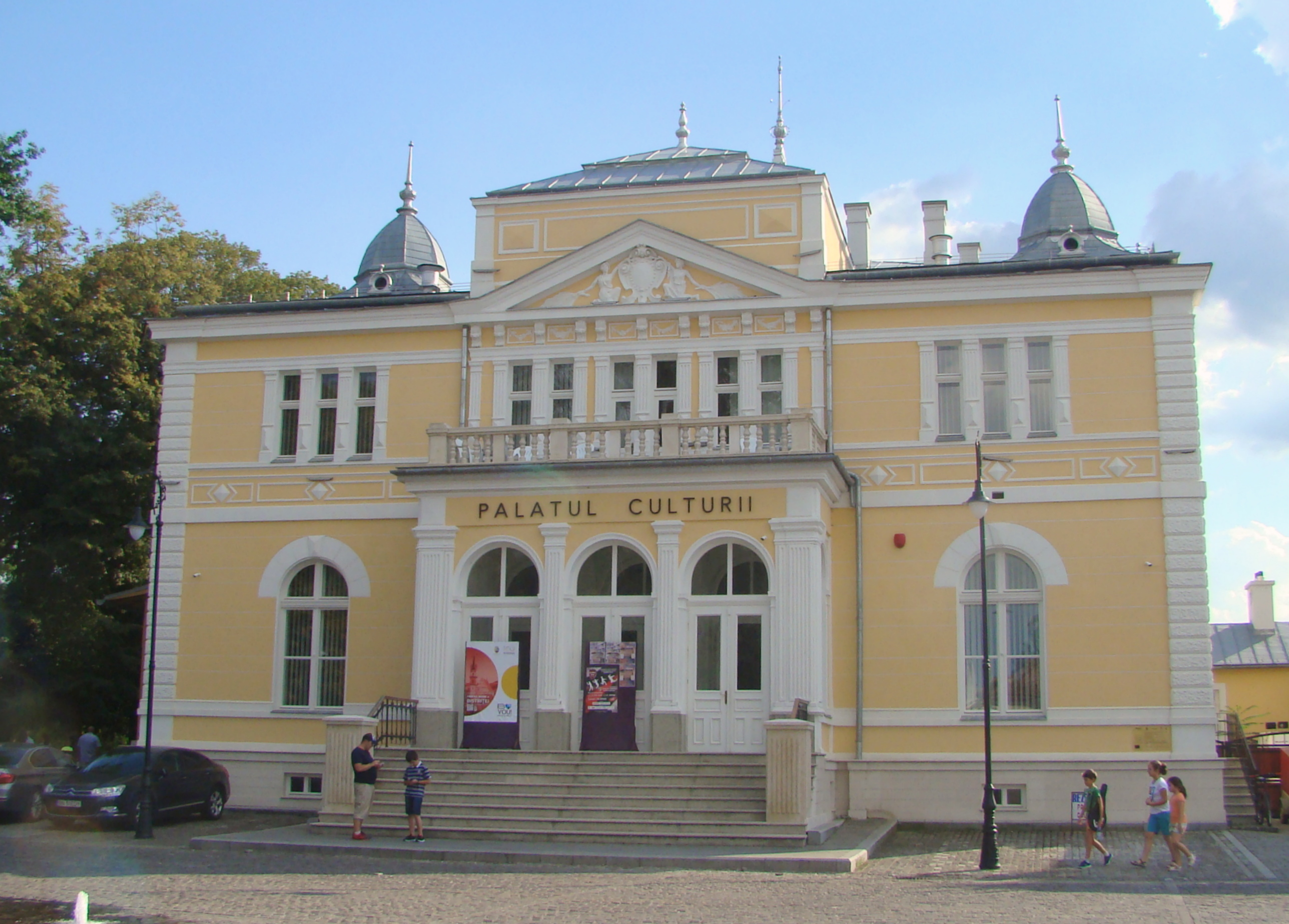
Palatul Culturii din Bistrița (foto: august 2018)

Asociația meseriașilor sași din Bistrița (Bistritzer Geverbenverein) a fost înființată în 1844. Alte asociații similare au fost înființate de sași la Sibiu în 1840, Brașov în 1841, Mediaș 1844 și Sighișoara 1847. Pe lângă ele au început să funcționeze așa-numitele "școli duminicale" (Sonntagsschulen), în care ucenicii învățau să scrie, să citească, să calculeze, tehnologie, dar și istoria și geografia patriei.
Clădirea, realizată după planurile arhitectului vienez Peter Paul Brang, pe trei niveluri (S+P+1) de plan dreptunghiular compact, este amplasată pe șanțul fortificației medievale în vecinătatea fostei Portițe a Broaștelor, pe o parcelă cu axul lung paralel cu zidul de incintă. Fortificația medievală a început să fie demolată din anul 1864.
La Bistritzer Gewerbeverein se găsea cel mai select restaurant al orașului, restaurant menționat și în celebrul roman „Ion” al lui Liviu Rebreanu:
A doua seară, înviorată și gătită cu rochia cea albastră ca cerul, care George zice că-mi șade admirabil, am cinat la Gewerbeverein. A fost o minune. Cânta muzica militară. Era lume imensă și elegantă. ... în sfârșit am petrecut splendid și ne-a costat aproape douăzeci de coroane, căci George cheltuia nebunește, zicând neîncetat că numai o săptămână de miere e în viață.
În anul 1949, pe data de 20 iunie, prin Ordinul nr. 6524, Ministerul Artelor a dispus înființarea unei biblioteci publice în orașul Bistrița. Aceasta a fost înființată sub denumirea de Biblioteca Căminului Cultural „George Coșbuc", care a funcționat în clădirea Asociației meseriașilor germani (Gewerbeverein), situată pe vremea aceea pe strada Parcului nr. 31, unde a funcționat până în septembrie 1951, când a primit un local corespunzător.